# Moneron
Moneron (rusko Монерон, japonsko 海馬島 Kaibato oziroma トド島 Tododžima) je majhen otok brez stalnega prebivalstva, ki leži v Japonskem morju, enem izmed robnih morij Tihega oceana, v bližini zahodne obale otoka Sahalin. V upravnem smislu je del Sahalinske oblasti znotraj Ruske federacije.
Otok so najprej poselili pripadniki ljudstva Ainu, ki so ga poimenovali Todomoširi. Evropejci so ga odkrili v poznem 18. stoletju, nakar je bil dolga leta, skupaj s Sahalinom, kamen spotike med Ruskim imperijem in Japonsko. Po koncu rusko-japonske vojne je med letoma 1905 in 1945 uradno pripadal Japonski, nato pa po koncu druge svetovne vojne postal del Sovjetske zveze.

## Geografija in biologija
Površina Monerona znaša približno 30 km², medtem ko najvišja vzpetina sega 429 metrov nad gladino morja. Otok je dolg 7,2 in širok 5,6 kilometra. Oddaljen je približno 44 kilometrov od južnega dela zahodne obale Sahalina in približno 76 kilometrov od pristaniškega mesta Nevelsk na Sahalinu. Moneron je edina kopenska masa v Tatarskem prelivu, ki leži severno od osrednjega dela Japonskega morja. Ob jasnem vremenu pogled sega do japonskega vulkanskega otoka Riširi.
Moneron v sedanjosti nima stalnih človeških prebivalcev. Na njem najdemo bujno vegetacijo in približno 150 vrst morskih ptic, medtem ko v okoliških vodah živijo različne vrste rib in drugih vodnih živali. K temu prispeva vpliv toplega toka Cušima in podnebje, ki je zaradi tega bolj ugodno kot na primerljivih zemljepisnih širinah v Tihem oceanu, medtem ko so kamniti klifi na obalah Monerona primeren prostor za gnezdenje morskih ptic.

## Zgodovina
Prvotni prebivalci otoka so bili pripadniki ljudstva Ainu, ki so ga v svojem jeziku poimenovali Todomoširi, kar pomeni 'otok morskih levov'. V 18. stoletju je prišel pod oblast japonskih daimjojev iz klana Macumae, nakar je bil znan kot Išijokotan.
Ime Moneron prav tako izhaja iz 18. stoletja. Do otoka je leta 1787 priplul francoski pomorščak Jean-François de La Pérouse in ga poimenoval po glavnem inženirju odprave Paulu Moneronu, ki je nato dobil nalogo izdelati zemljevid otoka, vendar je bil prvi natančen zemljevid Monerona izdelan šele leta 1867, ko so otok obiskali ruski hidrografi. Vodja odprave je bil podpisan kot K. Staricki, po njem pa je bil poimenovan najvišji vrh Monerona. Otok je bil takrat prvič uvrščen na zemljevid Ruskega imperija.
Po koncu rusko-japonske vojne leta 1905 je Moneron skupaj z delom Sahalina, ki leži južno od 50. vzporednika, postal del Japonske, kar je bilo določeno v mirovni pogodbi iz Portsmoutha. Japonci so otok leta 1907 poimenovali Kaibato, kar je japonski prevod njegovega izvirnega imena v jeziku ljudstva Ainu, znan pa je bil tudi kot Tododžima, kar je izgovarjava besede, ki pomeni morskega leva v jeziku ljudstva Ainu. V upravnem smislu je pripadal prefekturi Karafuto vse do konca druge svetovne vojne.
Japonska je na Moneronu obsežno črpala naravne vire in hkrati gradila infrastrukturo. Po letu 1910 se je začelo poseljevanje otoka. Iz drugega desetletja 20. stoletja so tudi najstarejše stanovanjske hiše, meteorološka postaja in svetilnik, ki obstajajo še danes. Svetilnik je bil zgrajen leta 1914. Med Moneronom in Sahalinom je že takrat potekal podmorski telefonski kabel, dolg približno 50 kilometrov.
Leta 1936 je na Moneronu živelo približno 900 stalnih prebivalcev. Skupaj s sezonskimi delavci v ribiški panogi je poleti na otoku bivalo kar 2000 ljudi. Razvito je bilo tudi gozdarstvo, medtem ko so bila na severu Monerona urejena polja riža s sistemom za namakanje, ki obstaja še danes. Zaradi hitrega črpanja naravnih virov je gospodarstvo otoka že pred začetkom druge svetovne vojne postalo nevzdržno. Leta 1945 je na Moneronu ostalo le še okrog 200 stalnih prebivalcev, vendar je bil otok med drugo svetovno vojno strateški pomemben tako za Japonsko kot za Sovjetsko zvezo. Kljub temu, da ne obstajajo dokumenti, v katerih bi bili omenjeni oboroženi spopadi med Japonci in Sovjeti za prevzem oblasti nad Moneronom, so tam še danes številni grobovi sovjetskih vojakov iz tega časa.
Otok je po koncu druge svetovne vojne postal del Sahalinske oblasti znotraj Sovjetske zveze, medtem ko mu je bilo leta 1946 uradno vrnjeno ime Moneron. V tem času je bila na njegovem jugu urejena ribja tovarna, medtem ko je leta 1959 na njem živelo nekaj več kot 500 ljudi. Zaradi večje donosnosti je bila ribiška dejavnost kmalu zatem premeščena iz zalivov okrog Sahalina na odprte dele Tihega oceana ter je prišlo do zaprtja ribje tovarne na Moneronu. V naslednjem desetletju so na tem otoku še naprej črpali nafto in pridobivali krmo iz njegove bujne vegetacije. V sredini sedemdesetih let 20. stoletja na Moneronu ni bilo več nobenega stalnega prebivalca, nakar je otok postal zaprto vojaško območje. Pomanjkanje stalnih človeških prebivalcev na Moneronu je večinoma pozitivno vplivalo na živalski in rastlinski svet tako na otoku kot v okoliških vodah.
V bližini Monerona je 1. septembra 1983 strmoglavilo potniško letalo Boeing 747, ki je opravljalo let 007 Korean Air Linesa iz New Yorka v Seul z vmesnim postankom v Anchorageu na Aljaski. Pozneje je bilo ugotovljeno, da je potniško letalo, ki je zaradi napake pilotov med nastavitvijo avtopilota nepooblaščeno priletelo v sovjetski zračni prostor, sestrelil lovec Suhoj Su-15 sovjetskih letalskih sil, katerega pilot je bil prepričan, da je šlo za ameriško vohunsko letalo. Umrlo je vseh 269 ljudi na krovu potniškega letala.
Leta 2006 je Rusija na Moneronu uredila objekte za turiste, nato pa je Sahalinska oblast v naslednjem letu 2007 otoku podelila status narodnega naravnega parka.